# Yanagawa Nobusada
Yanagawa Nobusada est un nom japonais traditionnel ; le nom de famille (ou le nom d'école), Yanagawa, précède donc le prénom (ou le nom d'artiste).
 (juin 2021).
Si vous disposez d'ouvrages ou d'articles de référence ou si vous connaissez des sites web de qualité traitant du thème abordé ici, merci de compléter l'article en donnant les références utiles à sa vérifiabilité et en les liant à la section « Notes et références ».
Yanagawa Nobusada est un peintre d'estampes sur bois du style ukiyo-e actif à Osaka entre 1822 et 1832 environ. Son maître Yanagawa Shigenobu le nomme Yanagawa Yukinobu. Une estampe de 1823 montre le changement de nom de Yukinobu (雪信) à Nobusada (信貞).